# خيش

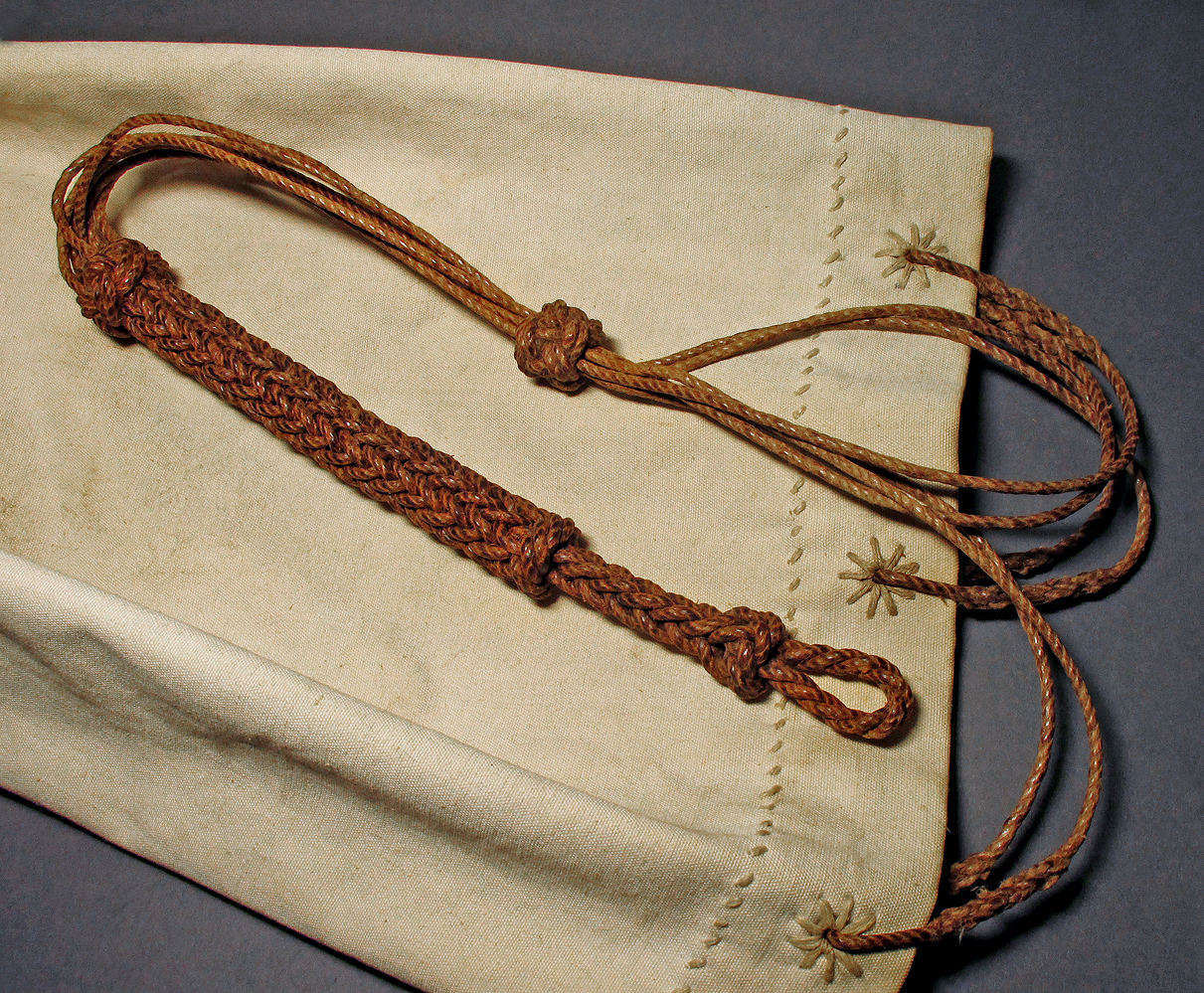
حقيبة مصنوعة من الخيش.

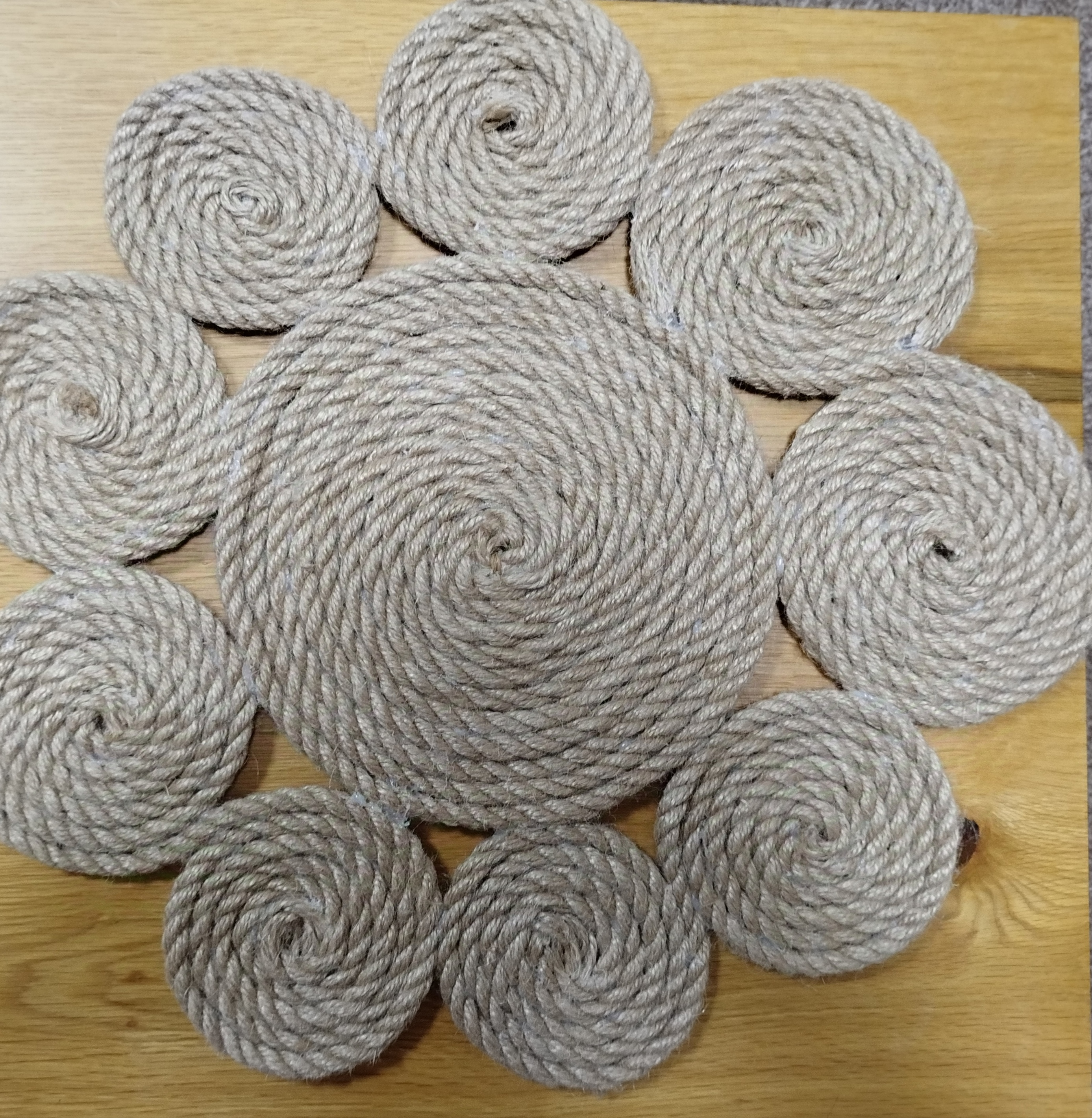
طبق خيش أو مفرش الطاولة، منسوج من الخيش يوضع لحفظ الأشياء والطعام

الخَيش(مرادفات) هو نوع من النسيج القماشي السادة المستخدم عادة للمهمات التي تتطلب تحمل ومتانة مثل صناعة الخيم والأشرعة والحقائب وغيرها. يستخدمه الرسامون رقعةً لرسم اللوحات، والذي يُشد عادةً إلى إطار خشبي. وتصنع منه الأكياس التي تخزن فيها بعض المحاصيل الزراعية والمواد الغذائية مثل الطحين والشعير والرز.
يصنع الخيش حالياً من القطن أو الكتان؛ في حين أنه تاريخياً كان يصنع من القنّب. ومن الأخير يشتق الاسم في اللغة الإنجليزية canvas، من اللاتينية cannapaceus التي بدورها مشتقة من الإغريقية κάνναβις (بمعنى قنب هندي).

## المردافات
مرادفات: الخَيش أو القِنَّبيّ أو القِنَّبِيَّة أو قماش القنب أوالجِنْفَيص أو الكنفص أو الجنفاص أو الكنفا